# La amenaza de Andrómeda (película)
The Andromeda Strain (en Argentina, España y México, La amenaza de Andrómeda) es una película estadounidense de 1971 de ciencia ficción e intriga  basada en la novela homónima de 1969 escrita por Michael Crichton, dirigida por Robert Wise e interpretada por Arthur Hill, David Wayne, James Olson y Kate Reid. Douglas Trumbull creó los efectos especiales.
La película obtuvo cuatro nominaciones: dos en los premios Óscar (a mejor dirección artística y montaje), una en los Globos de Oro (a la mejor banda sonora compuesta por Gil Mellé) y una en los Hugo (a película dramática) en sus ediciones de 1972.

## Argumento
Tras estrellarse un satélite del gobierno de los Estados Unidos cerca del pequeño pueblo de Piedmont (Nuevo México) todos los habitantes mueren rápidamente. Sólo hay dos supervivientes: un hombre alcohólico de sesenta y nueve años y un bebé de seis meses que llora. Ante la sospecha de que el satélite ha traído un germen extraño, los militares activan un equipo científico de élite que hasta ese momento solo se había reunido para emergencias de este tipo. El equipo traslada el satélite y a los supervivientes a un laboratorio subterráneo secreto situado en el desierto de Nevada y conocido como Complejo Wildfire.
A la nueva forma de vida se le asigna el nombre clave de Andrómeda. Mientras que la mayoría del equipo estudia el organismo en un intento de averiguar cómo funciona, uno de los médicos, Mark Hall, intenta encontrar una cura averiguando la causa de la supervivencia del anciano y del niño. Pero cuando parece que la ha hallado, el organismo, mediante una mutación, adquiere una forma que produce una degradación química del caucho sintético y del plástico, y escapa de la contención. Esto activa un sistema automático de autodestrucción, mecanismo diseñado para producir una explosión nuclear bajo el complejo, para destruir todos los gérmenes antes de que puedan alcanzar la superficie.
Sin embargo, los miembros del equipo de estudio de Andrómeda están convencidos de que los microbios alienígenas, habiendo evolucionado en el duro ambiente del espacio extraterrestre, prosperarían con la energía que les proporcionaría la explosión nuclear y eso podría provocar la formación de una enorme colonia de microorganismos. Habiéndole sido confiada la única llave que puede cancelar la secuencia de autodestrucción antes de que haya terminado la cuenta atrás de cinco minutos, Mark Hall trabaja contrarreloj intentando burlar las defensas automatizadas del laboratorio para llegar a la subestación desde la que podrá anular la explosión antes de que se produzca.

## Reparto
- Arthur Hill - Dr. Jeremy Stone
- David Wayne - Dr. Charles Dutton
- James Olson - Dr. Mark Hall
- Kate Reid - Dra. Ruth Leavitt
- Paula Kelly - Karen Anson, enfermera y técnica de laboratorio.
- George Mitchell - Peter Jackson.
- Mark Jenkins - Teniente Shawn.
- Peter Helm - Sargento Crane.
- Joe Di Reda - Sargento Burk.
- Ramon Bieri - Mayor Arthur Manchek.
- Carl Reindel - Teniente Comroe.
- Frances Reid - Clara Dutton.
- Peter Hobbs - General Sparks.
- Kermit Murdock - Dr. Robertson, asesor científico de la Casa Blanca.
- Richard O'Brien - Grimes.
- Eric Christmas - Senador Phillips.
- Ken Swofford - Toby, un técnico.
- John Carter - Capitán Morton, policía militar.
- Richard Bull - Mayor de la aviación militar
- James W. Gavin (sin acreditar) - Dempsey, piloto de helicóptero.
- Garry Walberg (sin acreditar) - Científico
- Victoria Paige Meyerink

## Producción

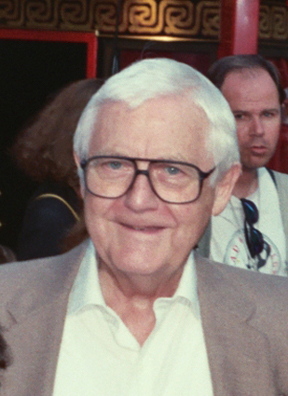
El director Robert Wise

El conjunto de personajes de la novela fue modificado para la película, sobre todo al cambiar de sexo al Dr. Peter Leavitt, que en la versión cinematográfica era una mujer, la Dra. Ruth Leavitt. El guionista Nelson Gidding sugirió el cambio a Wise, que al principio no estaba entusiasmado, ya que inicialmente imaginó a la Dra. Leavitt como una reminiscencia del personaje, en gran parte decorativo, encarnado por Raquel Welch en la película de 1966 Viaje Alucinante. Cuando Gidding explicó su punto de vista sobre Leavitt, Wise resolvió la cuestión de una manera apropiada al pedir la opinión de un grupo de científicos, que se mostraron unánimemente entusiasmados con la idea. Finalmente Wise llegó a estar muy feliz con la decisión, ya que la Dra. Leavitt, encarnada por Kate Reid, resultó ser, según sus palabras, "el personaje más interesante" de la película. Otro cambio menor fue el personaje de Burton en la novela que se convirtió en Charles Dutton en la película aunque no se dieron razones para este cambio de nombre.
El autor original de la novela, un joven Michael Crichton, hace un cameo en un papel sin texto cuando Mark Hall recibe la orden de detener una cirugía que está a punto de comenzar. Es uno de los médicos en la parte posterior de la sala de operaciones. 

## Recepción
The Andromeda Strain obtiene positivas valoraciones entre la crítica profesional y entre los usuarios de los portales de información cinematográfica. En IMDb con 37.045 votos registrados obtiene una media ponderada de 7,2 sobre 10. En FilmAffinity, además de estar incluida en el listado "Mejores películas de ciencia-ficción" (141.ª posición), obtiene una media de 6,7 sobre 10 con 11.007 votos. En el agregador de críticas Rotten Tomatoes tiene la consideración de "fresco" para el 67% de las 39 críticas profesionales y para el 72% de las más de 5.000 valoraciones emitidas por los usuarios del portal. En Metacritic obtiene una puntuación de 60 sobre 100 basada en 9 críticas profesionales, lo que implica una calificación mixtas, y una media ponderada de 7,8 sobre 10 calculada en las 17 puntuaciones de los usuarios del portal.
Entre las opiniones positivas figuran la de Fernando Morales para el diario El País ("interesante entrega catastrofista, basada en la novela homónima de Michael Crichton. Merece la pena"), Augusto M. Torres en el Diccionario Espasa ("un clásico de la ciencia ficción") y la redacción de la revista Fotogramas, que le otorgó 4 de 5 estrellas en mayo de 2008. El crítico Roger Ebert le otorgó 3 de 4 estrellas ("creo que lo más interesante de la película es el diseño de producción(...) Es un entretenimiento espléndido"), Ian Nathan, en Empire, le concedió 4 de 5 estrellas ("Wise (y Crichton) ofrecen una de las películas de ciencia ficción más absorbentes y apasionantes, sazonada con algunos hechos científicos") o Alan Jones, quien en Radio Times también le otorgó 4 de 5 estrellas ("la dirección cuasidocumental de Wise genera tensión(...) Una versión bastante fiel del bestseller de Crichton acompañada de efectos especiales sofisticados").
En zona neutra destaca la crítica de la redacción de la revista Variety quien incidiera en que "la primera media hora establece bien la trama y el tono y la última media hora ofrece un clímax dramáticamente emocionante(...) Sin embargo, la hora intermedia es bastante pesada". Finalmente destaca la negativa crítica de Roger Greenspun para The New York Times quien reflejara en 1971 que "pese a todo el drama de la situación(...) no sucede nada emocionante(...) Nadie siente o actúa, por lo que nos queda un drama de gente sentándose de forma tensa, tocando mandos y viendo monitores de televisión".